# واله‌روتوندا
واله‌روتوندا (به ایتالیایی: Vallerotonda) یک کومونه در ایتالیا است که در استان فروزینونه واقع شده‌است. واله‌روتوندا ۵۹ کیلومتر مربع مساحت و ۱٬۷۳۶ نفر جمعیت دارد و ۶۲۰ متر بالاتر از سطح دریا واقع شده‌است.